# Enarthrobius covenus
Enarthrobius covenus är en mångfotingart som beskrevs av Chamberlin 1944. Enarthrobius covenus ingår i släktet Enarthrobius och familjen stenkrypare. Inga underarter finns listade i Catalogue of Life.